# (3907) Kilmartin
(3907) Kilmartin és un asteroide que forma part del cinturó d'asteroides i va ser descobert per Maximilian Franz Wolf el 14 d'agost de 1904 des de l'Observatori de Heidelberg-Königstuhl, Alemanya.
Inicialment va ser designat com A904 PC. Més endavant, el 1989, a proposta de Brian G. Marsden, va ser anomenat en honor de l'astrònoma neozelandesa Pamela Kilmartin.
Està situat a una distància mitjana del Sol de 2,793 ua, podent acostar-s'hi fins a 2,452 ua i allunyar-se'n fins a 3,133 ua. Té una excentricitat de 0,1218 i una inclinació orbital de 11,01 graus. Triga a completar una òrbita al voltant del Sol 1705 dies.
La magnitud absoluta de Kilmartin és 11,8 i el període de rotació de 3,841 hores.